# Lovellona peaseana
Lovellona peaseana é uma espécie de gastrópode do gênero Mitromorpha, pertencente a família Mitromorphidae.